# Hypogymnia tubularis
Hypogymnia tubularis är en lavart som först beskrevs av Thomas Taylor, och fick sitt nu gällande namn av John Alan Elix. Hypogymnia tubularis ingår i släktet Hypogymnia och familjen Parmeliaceae.   Inga underarter finns listade i Catalogue of Life.